# Tony Gowland
Anthony "Tony" Gowland, (Hendon, Londres, 13 de maig de 1945) va ser un ciclista britànic que combinà tant el ciclisme en pista com la ruta. Es va especialitzar en curses de sis dies.

## Palmarès en pista
- 1969
  -  Campió del Regne Unit de Madison
- 1970
  -  Campió del Regne Unit de Madison
- 1971
  - 1r als Sis dies de Mont-real (amb Gianni Motta)
- 1972
  - 1r als Sis dies de Londres (amb Patrick Sercu)

## Palmarès en ruta
- 1968
  - 1r al Davenport GP
- 1970
  - Vencedor d'una etapa de la Wolverhampton-Abersystwyth-Wolverhampton
- 1971
  - Vencedor d'una etapa del Wills GP
- 1972
  - Vencedor d'una etapa del Tour of the North